# Football Club Montreux-Sports
Il Football Club Montreux-Sports è una società calcistica svizzera, con sede a Clarens, località nel comune di Montreux, nel Canton Vaud. Milita nella Seconda Lega interregionale, la quarta divisione nazionale. Fondata nel 1903 e inizialmente conosciuta come Montreux-Narcisse, ha preso parte a diverse stagioni della massima serie elvetica negli anni dieci e poi nel periodo interbellico.

## Palmarès

### Altri piazzamenti
- Coppa Svizzera:

Semifinalista: 1933-1934
- Challenge League:

Secondo posto: 1926-1927, 1930-1931
- Seconda Lega interregionale:

Secondo posto: 2008-2009 (gruppo 1), 2009-2010 (gruppo 1)